# بوب رول
بوب رول (بالإنجليزية: Bob Rule)‏ مواليد 29 يونيو 1944 في ريفرسايد، هو لاعب كرة سلة أمريكي معتزل. بدأ مسيرته الاحترافية في سنة 1967. تم اختياره من قبل فريق سياتل سوبرسونيكس خلال الدرافت. يبلغ طوله 6 قدم 9 بوصة (2.1 م). اعتزل اللعب في 1974.

## المسيرة الاحترافية
لعب مع سياتل سوبرسونيكس من سنة 1967 إلى 1972، ثم لعب مع فيلادلفيا سفنتي سيكسرز من سنة 1971 إلى 1973، ثم لعب مع كليفلاند كافالييرز من سنة 1972 إلى 1974، ثم لعب مع ميلووكي باكز في سنة 1974.

## روابط خارجية
- بوب رول على موقع إن بي أي (الإنجليزية)
- بوب رول على موقع سبورتس رفرنس (الإنجليزية)
- بوب رول على موقع كلية كرة السلة في سبورتس رفرنس.كوم (الإنجليزية)
- بوب رول على موقع ريلجم (الإنجليزية)
- بوب رول على موقع بروبوليرز (الإنجليزية)